# Wehrlita

La wehrlita (ressaltada en color verd) està formada per olivina i clinopiroxè.

La wehrlita és una roca ultramàfica i ultrabàsica formada per olivina i clinopiroxè. Es troba inclosa en el grup de roques conegudes com a peridotites. Tècnicament les wehrlites també poden incloure un percentatge petit d'ortopiroxè, així com altres minerals accessòris: ilmenita, cromita, magnetita, plagiòclasi, espinel·la o granat.

## Localització
Les wehrlites se solen trobar com a xenòlits mantèl·lics i en ofiolites. També es poden trobar intercalades en grabres o norites estratificades. Alguns meteorits han estat classificats com a wehrlites, per exemple el meteorit NWA 4797.

## Etimologia
El nom de wehrlita prové d'Alois Wehrle, nascut l'any 1791 a Kroměříž, República Txeca. Va ser un professor de l'escola de mines d'Hongria (Ungarische Bergakademie) a Banská Štiavnica.